# Johann Abraham Schmierer
Johann Abraham Schmierer (auch Schmirer, Schmikerer, Schmicerer, Schmicorer) (* 1661 in Augsburg; † 11. Juni 1719 ebenda) war ein deutscher Komponist des Barock.

## Leben und Werk
Nach heutigem Wissensstand wurde er im Dezember 1661 in Augsburg geboren. Seine Eltern waren Georg und Anna Dorothea (geb. Schnuerer) Schmi[k]erer. Er war von 1673 bis 1680 „Diskantist“ (Chorknabe) im Augsburger Dom. Sodann studierte er mit einem Stipendium des Domkapitels zunächst an der Universität Dillingen Philosophie und sodann an der Universität Salzburg Rechtswissenschaft, wo er darin zum Doktor promoviert wurde. Eine Bewerbung um den Posten des Kapellmeisters am Dom von Augsburg blieb erfolglos. Später wurde er Direktor der Fuggerschen Stiftung in Augsburg, wo er gestorben ist.
Seine Bedeutung liegt in der Sammlung von sechs Balletischen Parthyen (heute etwa mit „Tanz-Suiten“ zu bezeichnen), für Violine, Violette, Viola und Violone oder Cembalo, die unter dem Titel Zodiaci musici in XII Partitas balleticas, veluti sua Signa divisi Pars I 1698 in Augsburg erschien. Der zweite Teil mit den Suiten 7–12 und einer Beigabe erschien 1712 unter dem Titel Musico-Instrumentalische Gemüths-Lust.
Als Autor wurde ein J. A. S. bezeichnet, es gab keinerlei Hinweise, wer sich hinter diesem Pseudonym verbarg (was auch damals ungewöhnlich war).
Bei der Neuherausgabe der Zodiaci in der Reihe Denkmäler deutscher Tonkunst (DDT) stellte der Herausgeber Ernst von Werra im Anschluss an Albert Göhler die These auf, hinter J.A.S. verberge sich Schmierer, was bis heute die allgemeine Auffassung sein dürfte. Ein (schon von v. Werra angesprochenes) Fragezeichen hieran hat Michael Robinson vergrößert, mit neuen Überlegungen gestützt und als möglichen Komponisten den Augsburger Domorganisten Johann Speth (von dem als einziges Werk Ars magna consoni et dissoni Augsburg 1693 bekannt und erhalten ist) benannt. Die richtige Lösung brachte der Frankfurter Fastenmesskatalog von 1699: Schmierers Zodiaci Musici in XII Partitas Balleticas pars prima. Der zweite Teil wurde anonym herausgegeben 1712 unter dem Titel Musico-Instrumentalische Gemüths-Lust bestehend in sechs außerlösenen Parthyen mit vier Geigen, sambt dem Cembalo ad lybitum, worinnen unterschiedliche curieuse Overturen, Arien, Bureen, Chaconnen, und andere dergleichen auf jetzo zu Tag in Schwung gehende neueste Art und Manier eingerichter Stück enthalten ... verfaßt von einem edlen Liebhaber diser Kunst. Vergleicht man die Titelblätter der Drucke von 1698 und 1712, die nahezu identisch sind, wird deutlich, dass wir im Druck von 1712 den verloren geglaubten zweiten Teil von Schmierers Zodiaci Musici vor uns haben. Die Attribution an Johann Abraham Schmierer stellte Hans Bergmann her, der eine Ausgabe in Edition Offenburg SM 4202-1 (2020) besorgte und den CD-Text zu cpo 555 636-2 (2024) verfasste.
Die sechs Parthien der Zodiaci gliedern sich in folgender Weise (Titel nach DDT):
- I.  in F-Dur: Ouverture – Entrée – Passacaille – Menuet – Ballet – Gique – Gavotte – Rondeau
- II. in d-Moll: Ouverture – Allemande – Rondeau – Bourrée – Menuet – Gavotte – Gique – Plainte
- III. in D-Dur: Ouverture – Entrée – Chaconne – Courante – Sarabande – Bourrée alternativement avec le Trio – Air
- IV. in D-Dur: Ouverture – Allemande – Courante – Sarabande – Bourrée – Air – Ballet – Rondeau
- V.  in B-Dur. Ouverture – Allemande – Chaconne – Bourrée – Menuet – Gavotte – Gique – Rondeau
- VI. in g-Moll: Ouverture – Entrée – Menuet – Bourrée – Melodie – Gavotte – Gique – Air

Die sechs Parthien der Musico-Instrumentalische Gemüths-Lust für vier Geigen plus die zusätzliche für sechs Geigen sind:
- I.  in a-Moll:  Ouverture Allegro – Allemande Presto – Menuet – Trio – Bourrée – Air – Gique – Gavotte Echo
- II. in C-Dur: Ouverture – Entrée Presto – Courante – Sarabande – Menuet – Bourrée – Rondeau – Traquenard Presto
- III. in e-Moll: Ouverture – Entrée Presto – Echo Lantement – Gavotte – Gique – Menuet – Bourrée – Trio Bourrée da capo
- IV. in G-Dur: Ouverture – Entrée – Air – Gavotte – Gique Allegro – Ballet – Menuet – Canaries
- V. in c-Moll: Ouverture Allegro – Entrée Presto – Rondeau Vivace – Gavotte – Gique – Bourrée – Menuet – Air
- VI. in A-Dur: Ouverture Allegro – Air – Bourrée – Menuet – Chanson Allegro – Passepied – Gique I – Gique II und Gique I da capo
- VII. in G-Dur: Praelude Adagio Presto Adagio – Allemande Grave – Chaconne Grave – Air – Menuet – Bourrée – Gique Presto – Gavotte Grave

## Bedeutung
Schmierer gehört wie Johann Sigismund Kusser, Johann Caspar Ferdinand Fischer, Agostino Steffani, Georg Muffat und Johann Fischer (der wie Schmierer aus Augsburg stammte) zu den sogenannten „Lullisten“, die Jean-Baptiste Lullys Kompositionsstil in Deutschland verbreiteten und populär machten; in dieser Reihe gehört er zwar zu den am wenigsten bekannten, er war trotzdem ein „fähiger Komponist“.
Die Zodiaci sind darüber hinaus auch wichtig für die Geschichte der Suite in Deutschland, weil sie – anders als manch andere – sorgfältig und übersichtlich angelegt sind. Jede Parthie beginnt mit einer Ouverture, es folgt immer eine Entrée oder eine Allemande. Dazwischen finden sich aber auch – für die Suite typisch – individuelle Abweichungen, zum Beispiel die Plainte oder die Melodie.